# Стивен Баркер Гайон
Стивен Баркер Гайон (англ. Stephen Barker Guion) (17.06.1820 – 20.12.1885) - американский и британский предприниматель, который вместе с Джоном Стентон Вильямсом сформировал "Williams & Guion Black Star Line" и, став гражданином Великобритании, организовал "Gunion Line" из британских пароходов.

## Биография
Стивен Баркер Гайон родился в Нью-Йорке 17 июня 1820 года. Его предки приехали в эту страну ещё в 1660 году и первыми поселились около того места, которое сегодня известно как Нью-Рошель (англ. New-Rochelle).
В 1848 году вместе с Джоном Стентон Вильямсом основал "Williams & Guion Black Star Line".
В 1852 году Стивен Баркер Гайон переехал в Ливерпуль, где и выступал в качестве агента "Williams & Guion Black Star Line". Джон Стентон Вильямс остался в городе Нью-Йорк.
В 1853 году старший брат Гайона Вильям Хоу Гайон присоединился к офису в городе Нью-Йорк.
В 1866 году Стивен Гайон становится гражданином Британии. Он основал "Guion Line" используя британские пароходы. "Williams and Guion" владела 52% акций пароходной линии и выступала в качестве нового агента компании в Нью-Йорке.
Начиная с 1883 года он болел и умер 20 декабря 1885 года от апоплексии.